# أسرة غلوكسبورغ
شليسفيغ- هولشتاين- سوندربورغ-غلوكسبورغ (بالألمانية: House of Schleswig-Holstein-Sonderburg-Glücksburg) من غلوكسبورغ في أقصى شمال ألمانيا ، وهم فرع من خط عائلة أولدينبيرغ سلالة كريستيان الثالث ملك الدنمارك. تضم في عضويتها العائلتين الملكتين في الدنمارك والنرويج ، والعائلة المالكة المخلوعة في اليونان ، والآن يحكم فرع من العائلة المملكة المتحدة وأربعة عشر أخرى من نطاقات الكومنولث.